# Castor (rivière, Missouri)
Pour les articles homonymes, voir Castor.
La Castor est une rivière qui coule dans le sud-est de l'État du Missouri, et un ancien affluent de la Little, donc un sous-affluent du Mississippi, par la rivière Saint-Francis.

## Géographie
D'une longueur de 111 km, elle prend sa source dans les montagnes Saint-François des Monts Ozark dans le Comté de Madison.
Elle est aujourd'hui canalisée et ses eaux sont détournées directement vers le Mississippi par le biais d'un canal de dérivation vers le Cap-Girardeau.
Autrefois, la rivière Castor se jetait dans la rivière Little qui elle-même était un affluent de la rivière Saint-Francis avant d'être également détournée par le même canal de dérivation vers le Mississippi.

## Histoire
Ce sont les trappeurs et coureurs des bois français et Canadiens-Français, à l'époque de la Louisiane française, qui donnèrent le nom de castor à cette rivière en raison de la présence de cet animal le long de ce cours d'eau.